# Hexura
Hexura Simon, 1884 è un genere di ragni appartenente alla famiglia Mecicobothriidae.

## Distribuzione
Le due specie note di questo genere sono endemismi degli Stati Uniti: sono state rinvenute nello Stato di Washington e nell'Oregon.

## Tassonomia
Attualmente, a giugno 2012, si compone di due specie:
- Hexura picea (Simon, 1884)[2] - USA occidentali (Oregon e Washington)
- Hexura rothi Gertsch & Platnick, 1979 - USA occidentali (Oregon e Washington)

### Specie trasferite
- Hexura fulva Chamberlin, 1919; trasferita al genere affine Megahexura (Chamberlin, 1919) a seguito di un lavoro dell'aracnologo Kaston del 1972[1].